# 伊爾沙瓦
伊爾沙瓦（烏克蘭語：Іршава，羅馬化：Irshava，發音：[irˈʃɑwɐ] ⓘ）是乌克兰西部外喀爾巴阡州胡斯特區伊尔沙瓦市镇内的城市及该市镇的行政中心，2020年7月18日前为伊爾沙瓦區的行政中心。該市距離州府烏日霍羅德64公里，面積15.8平方公里，海拔高度131米，2022年人口数量为9,163人。

## 图集

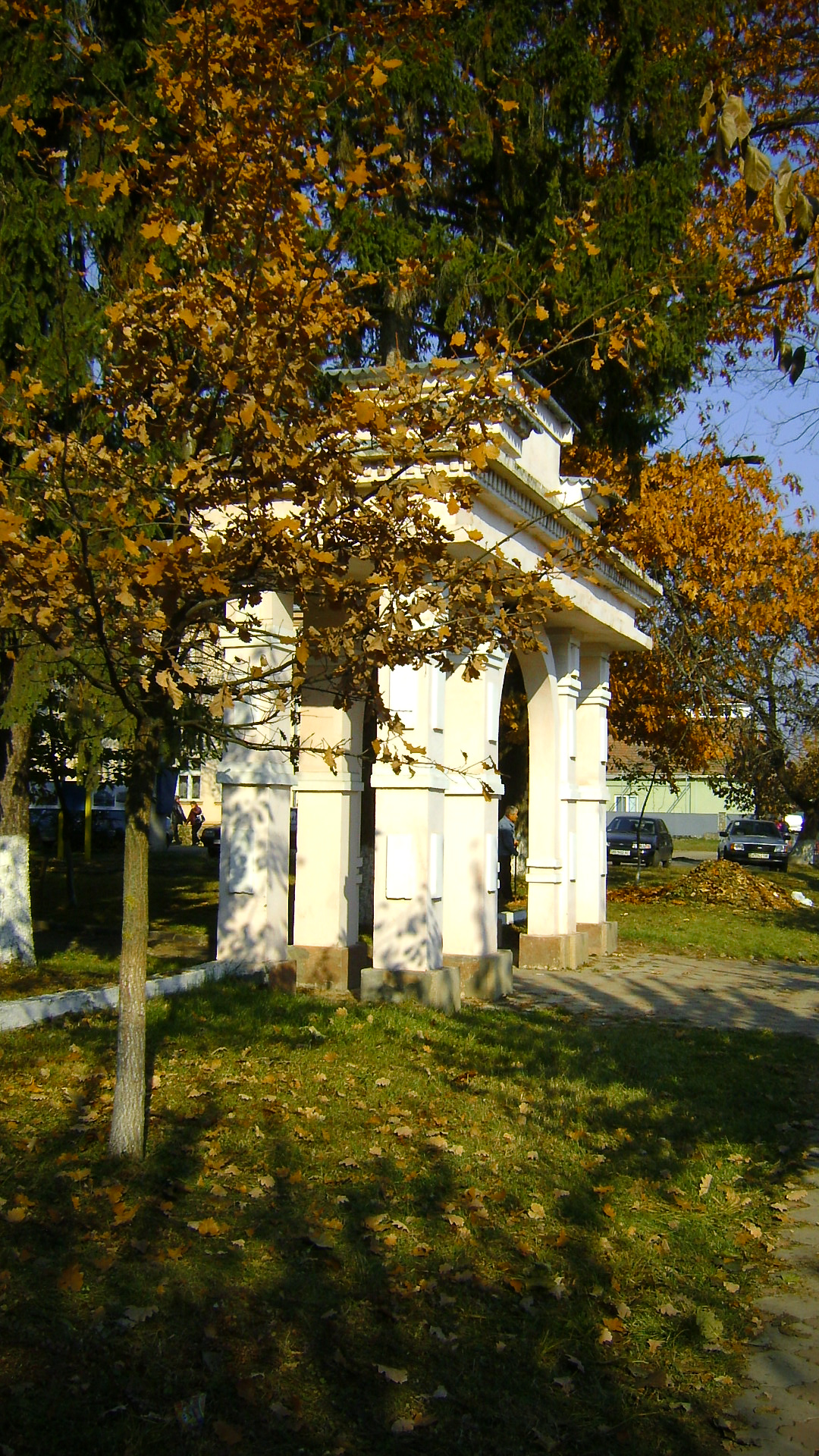
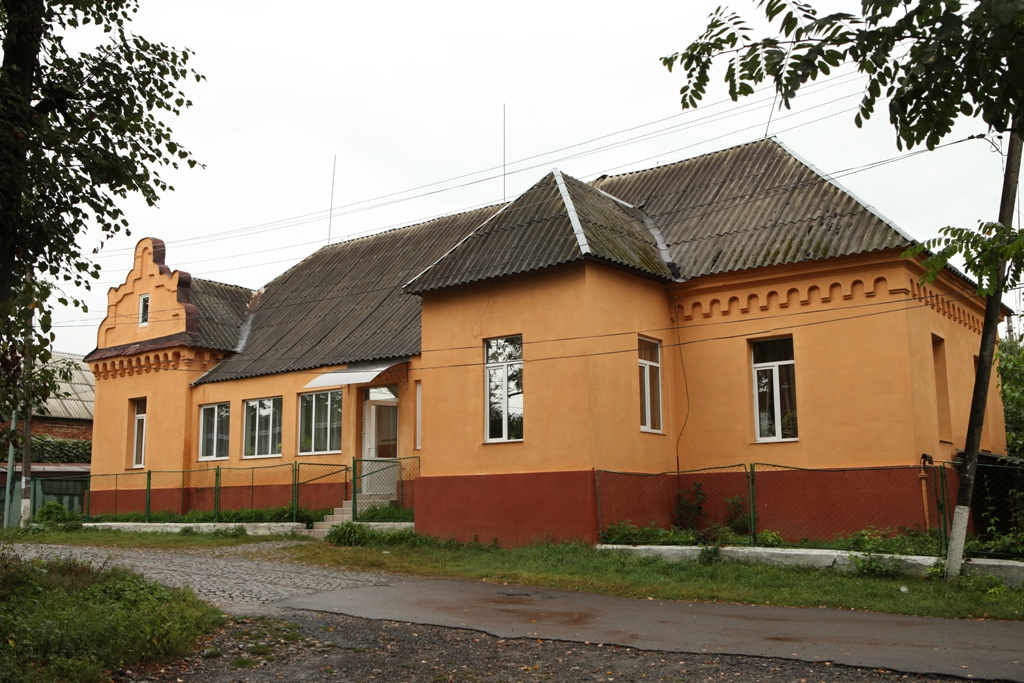

## 來源
1. ↑  周定国 (编). . . 中国对外翻译出版公司. NLC 003756704.[]
2. ↑   (PDF).   [2023-04-21]. （原始内容存档 (PDF)于2022-08-10）.